# Dirk van Bronckhorst-Batenburg (1480-1541)

Stamwapen van Bronckhorst

Dirk II van Bronckhorst-Batenburg heer van Batenburg en Steyn (1480 - 27 augustus 1541). Hij was de zoon van Herman van Bronckhorst-Batenburg (Anholt) en Magdalena van Flodrop.

## Huwelijk en kinderen
Herman trouwde met Swana van Harff (overleden na 28 mei 1532).
Herman en Swana hebben de volgende kinderen:
- Herman van Bronckhorst (1500 – 1566). Hij trouwde met Petronella van Praet en Moerkercken (1501 – 1594).
- Johanna van Bronckhorst-Batenburg (1510 – 1557). Zij trouwde op 28 mei 1532 met Werner van Pallandt (ong. 1480 - vóór 1 maart 1557), drost van Wassenberg, heer van Ruyff en Breitenbend. Hij was een zoon van Werner van Pallandt (1430 - 10 oktober 1506) en Adriana van Alpen (1440 - 23 maart 1507).